# City Football Group
City Football Group (CFG) är ett brittiskt multinationellt holdingbolag som äger fotbollsklubbar på fem kontinenter. Den ägs till 77% av den emiratiska investmentbolaget Abu Dhabi United Group medan resterande 23% ägs av det kinesiska investmentbolaget CMC Football Holdings Limited (13%) och det amerikanska riskkapitalbolaget Silver Lake Partners (10%).
Holdingbolaget grundades 2013 av den emiratiska vice premiärministern och miljardären Schejk Mansour bin Zayed Al Nahyan och hans högra hand Khaldoon Al Mubarak, i syfte att skapa ett globalt fotbollsimperium.

## Tillgångar

### Herrfotboll
- Manchester City FC (Premier League) – 100%
  - I september 2008 förvärvade Schejk Mansour bin Zayed Al Nahyan via Abu Dhabi United Group den engelska fotbollsklubben Manchester City från den före detta thailändske premiärministern Thaksin Shinawatra för omkring £210 miljoner.[3]
- Melbourne City FC (A-League) – 100%
  - I januari 2014 förvärvade man 80% av den australiensiska fotbollsklubben Melbourne Heart[4] och valde samtidigt att ersätta Heart med City i klubbnamnet. I augusti 2015 förvärvade CFG de resterande 20% från ett lokalt konsortium.[5]
- Montevideo City Torque (Primera División) – 100%
  - Den 5 april 2017 blev det offentligt att CFG utökade sin globala närvaro när de förvärvade den uruguayanska fotbollsklubben Club Atlético Torque i den uruguayanska Segunda División.[6] I februari 2020 bytte fotbollsklubben namn till det nuvarande.[7]
- New York City FC (Major League Soccer) – 80%
  - Den 21 maj 2013 grundade CFG och den amerikanska baseballorganisationen New York Yankees ägarbolag Yankee Global Enterprises LLC fotbollsklubben med syftet att den skulle deltaga i den nordamerikanska fotbollsligan MLS.[8] CFG äger 80% medan YGE äger de resterande 20%.[9] Fotbollsklubben använder Yankee Stadium som sin hemmaarena.
- Mumbai City FC (Indian Super League) – 65%
  - Den 28 november 2019 blev det officiellt att CFG hade köpt 65% av den indiska fotbollsklubben. De resterande 35% ägs bland andra av skådespelaren Ranbir Kapoor.[10]
- Girona FC (La Liga) – 44,3%
  - Den 23 augusti 2017 meddelade holdingbolaget att man hade förvärvat 44,3% av den spanska fotbollsklubben.[11][12] Girona gjorde debut i La Liga till säsongen 2017–2018.[13]
- Yokohama F. Marinos (J. League) – 20%
  - Den 20 maj 2014 meddelade holdingbolaget att man hade förvärvat 20% av den japanska fotbollsklubben Yokohama F. Marinos. Majoritetsägaren i klubben är den japanska biltillverkaren Nissan Motor Company, Ltd. med sina 80%.[14]
- Lommel SK (Proximus League) – ??%
  - I februari 2020 meddelade CFG att man hade förvärvat en majoritetsaktiepost i den belgiska fotbollsklubben.[15]
- Sichuan Jiuniu FC (China League Two) – ??%
  - Den 20 februari 2019 blev det offentligt att CFG, AI-utvecklaren Ubtech Robotics och riskkapitalbolaget China Sports Capital hade köpt fotbollsklubben. Det är dock oklart hur stor ägarandel varje delägare har i Sichuan Jiuniu.[16]
- Troyes AC (Ligue 2) – ??%
  - Den 3 september 2020 meddelade CFG att man hade förvärvat en majoritetsaktiepost i AC Troyes.[17]
- Palermo FC (Serie B) – 80%
  - Den 4 juli 2022, i närvaro av Manchester City F.C. VD Ferran Soriano, tillkännagavs formellt att Palermo Football Club förvärvats av City Football Group. Den avgående ägaren Dario Mirri (som bekräftades som klubbordförande) behöll 20% av aktierna. Palermo är en av Italiens äldsta fotbollsklubbar, spelade i Serie A 2004/2005 till 2012/2013. "Nacka" Skoglund spelade i Palermo två säsonger på 50-talet.

### Damfotboll
- Manchester City WFC (FA Women's Super League) – 100%[19]
- Melbourne City FC (damer) (A-League) – 100%[19]

## Samarbetspartners
CFG har ett nätverk där det ingår även andra fotbollsklubbar som ger flaggskeppet Manchester City förtur på att köpa unga talangfulla spelare och utlåning av spelare så att de kan få speltid och eventuellt kunna få EU-medborgarskap om de inte har det. Vissa samarbeten var redan etablerade av Manchester City innan bildandet av holdingbolaget.

### Nuvarande
| Europa: - NAC Breda, Eredivisie | Nordamerika: - Long Island Rough Riders, USL2 - San Antonio FC, USLC | Sydamerika: - Atlético Venezuela, PDV. |

### Tidigare/oklar status
| Afrika: - Ghanas fotbollsförbund - Right to Dream Academy - Mpumalanga Black Aces, PSL | Europa: - BK Häcken, Allsvenskan - CF Peralada-Girona B, Segunda División B - Djurgårdens IF, Allsvenskan - Espanyol, La Liga - Gil Vicente, Segunda Liga - KV Mechelen, Jupiler League - Limerick, League of Ireland Premier Division - NEC Nijmegen, Eredivisie - Sporting Lissabon, Primeira Liga - Strømsgodset IF, Tippeligaen - AGF, Superligaen | Nordamerika: - Wilmington Hammerheads, USL |